# 수도권대기환경청
수도권대기환경청(首都圈大氣環境廳)은 대한민국 환경부의 소속기관이다. 2005년 1월 1일 발족하였으며, 경기도 안산시 단원구 원고잔로 34에 위치하고 있다. 청장은 고위공무원단 나등급에 속하는 일반직공무원으로 보한다.

## 직무
- 보안·문서·인사·관인 관리·예산·결산 및 회계에 관한 사항
- 수도권대기환경관리기본계획의 수립 및 시행계획의 승인에 관한 사항
- 수도권 지역에서의 인구·자동차·산업 및 대기배출량 등 대기와 관련된 기초조사에 관한 사항
- 지역별·배출원별 배출허용총량관리제의 운영에 관한 사항
- 저공해자동차의 보급 및 특정경유자동차의 관리에 관한 사항
- 수도권대기환경관리위원회의 운영 및 업무지원
- 환경친화형 도료의 기준준수 확인 등 관리에 관한 사항

## 연혁
- 2005년 1월 1일: 경인지방환경청의 소관 업무 일부를 이관받아 환경부 소속으로 수도권대기환경청 설치.

## 관할구역
- 서울특별시
- 인천광역시[1]
- 경기도 김포시·고양시·의정부시·남양주시·구리시·하남시·성남시·의왕시·군포시·과천시·안양시·광명시·시흥시·부천시·안산시·수원시·용인시·화성시·오산시·평택시·파주시·동두천시·양주시·이천시·광주시·안성시·여주시·포천시

## 조직

### 청장
- 수도권대기환경관리위원회 사무국[2]
- 기획과[3]
  - 운영 지원 담당관
  - 기획홍보 담당관
- 대기총량과[4]
- 조사분석과[5]
- 자동차관리과[4]